# Kanak Dixit
Kanak Dixit (Lalitpur, 27 januari 1956) is een Nepalees uitgever, redacteur en schrijver. Hij is oprichter van het nieuwsblad Himal Southasian dat wordt uitgegeven in Zuid-Azië.

## Levensloop
Dixit studeerde aan het Tri Chandra College in Kathmandu en behaalde daar zijn Bachelor of Arts in 1975. Hij studeerde verder in rechten en behaalde aan de universiteit van Delhi de graad Bachelor of Laws. Hij vervolgende zijn studie en behaalde verder nog twee mastertitels aan de Columbia-universiteit, een in 1981 in internationale betrekkingen en een jaar later een in journalistiek.
Na zijn studie werkte hij acht jaar lang tot 1990 bij het secretariaat van de Verenigde Naties in New York. In de loop van zijn tijd hier, in 1987, richtte hij het tweemaandelijkse tijdschrift Himal op. In 1996 doopte hij de naam om naar Himal Southasian en breidde hij zijn focus uit naar het gebied van Afghanistan tot Birma en van Tibet tot de Maldiven. Ook is het sindsdien een maandblad geworden. Daarnaast brengt hij sinds 1998 tweewekelijks het nieuwsblad Himal Khabarpatrika in het Nepalees uit.
Verder is hij schrijver van kinderverhalen en richtte hij Film South Asia (FSA) op, een filmfestival voor documentaires.
Voor zijn stimulerende rol achter culturele ontwikkeling in zijn regio werd hij in 2009 onderscheiden met een Prins Claus Prijs.